# Кашина Бертини (Торино)
Кашина Бертини је насеље у Италији у округу Торино, региону Пијемонт.
Према процени из 2011. у насељу је живело 17 становника. Насеље се налази на надморској висини од 361 м.